# Fredrik Lassenius
Fredrik Lassenius es un deportista sueco que compitió en vela en las clases Laser Radial y Laser.
Ganó una medalla de oro en el Campeonato Mundial de Laser Radial de 2000. También obtuvo dos medallas en el Campeonato Europeo de Laser, plata en 2002 y bronce en 2001.

## Palmarés internacional
| Campeonato Mundial | Campeonato Mundial | Campeonato Mundial | Campeonato Mundial |
| Año                | Lugar              | Medalla            | Clase              |
| ------------------ | ------------------ | ------------------ | ------------------ |
| 2000               | Çeşme (Turquía)    | Medalla de oro     | Laser Radial       |

| Campeonato Europeo | Campeonato Europeo     | Campeonato Europeo | Campeonato Europeo |
| Año                | Lugar                  | Medalla            | Clase              |
| ------------------ | ---------------------- | ------------------ | ------------------ |
| 2001               | Puck (Polonia)         | Medalla de bronce  | Laser              |
| 2002               | Vallensbæk (Dinamarca) | Medalla de plata   | Laser              |